# Музей пам'яті жертв сталінських репресій
Музей пам'яті жертв сталінських репресій — музей, що знаходиться в селищі Щирець Пустомитівського району Львівської області.
27 червня 1941 року, перед наступом німецьких військ, на подвір'ї римо-католицького священика, працівники районного управління НКВД замордували 26 людей зі Щирця та новколишніх сіл. Музей облаштували на місці страти невинних. Комплекс музею відкритий у жовтні 2009 року. На території розташовані кілька об'єктів: будинок з музейними експозиціями, меморіальна стела, капличка, автентичні хрест з могилою, показова криївка вояків УПА. Матеріали для експозицій надали очевидці цих подій і мешканці сіл Лани, Піски, Дмитрів, Гуменець, Попеляни, Щирець.
Основна музейна споруда — це будівля кінця XIX ст. Раніше тут була стайня, де було закатовано невинних людей. Серед них були інтелігенти та студенти з околиць Щирця. У сучасному будинку є два приміщення: в першому представлені стенди, що присвячені закатованим і визвольному руху, другий зал носить назву «Українська хата».
В одній частині першої кімнати розміщені світлини закатованих осіб з підписами імен та соціальних статусів, а також знімки тогочасного місця катувань. Серед фотографій вирізняється знімок пана Петра, якому вдалося втекти звідти. Також в експозиції збережено образ Богородиці Гошівської, який впав у хаті бабусі, коли внука-студента «зняли» з потяга і відправили до катівні. На підлозі розташований міні-стенд, де «кинуті» ті чиновники радянської влади, які були причетні до згаданих вбивств.
Інша частина залу знайомить з матеріалами про репресованих у часи сталінізму духовенства, інтелігенції та українських націоналістів. Окремі розділи присвячені діяльності Українських січових стрільців та бійців Української повстанської армії. Експонуються одяг (вишиванка, форма) та предмети (друкарська машинка, гармати), які використовували вояки. Є книжки про згадані періоди історії України. Окремий стенд розказує про 19-літнього воїна Василя Фітя з села Попеляни, подивитися на страту якого скликано усю школу. 30 грудня 1944 року його повісили. Працівники НКВД не дозволяли його зняти і тіло висіло до 5 січня 1945 року. Вся його сім'я була в УПА.
Нова експозиція музею присвячена Небесній сотні, де розміщені різні речі «майданівців» району: светр, плащ, каска, противогаз, є прапор з Майдану тощо.
Експозиція «Життя за колючим дротом» при вході оповідає про важкі історії життя місцевих мешканців у Сибіру. Цікавим експонатом є карта, де чорними хрестиками позначені місця перебування репресованих. У кутку можна побачити засклений стенд з одягом-реліквіями цих людей.
В «Українській хаті» розміщені предмети побутового вжитку, що здебільшого зібрані місцевими мешканцями. Тут є основні речі української хати, а саме: ліжко, колиска, скриня, бамбетель. У світлиці зберігаються образи, вишивані рушники та сорочки, «кримські» хустки, «солом'яники» (взяття), чугунні праски, ткацький верстат, жорна, швейна машинка, пральна дошка, посуд та інші речі, що колись використовувалися у господарстві.
На подвір'ї музею є стела пам'яті воїнам ОУН-УПА, споруджена за кошти меценатів. Побачити, як жили учасники визвольної боротьби, можна у спеціально викопаній та обладнаній криївці.